# Baunei
Baunei är en ort och kommun i provinsen Nuoro i regionen Sardinien i sydvästra Italien. Kommunen hade 3 602 invånare (2017).